# Ner-A-Car
Ner-A-Car, ook bekend als Neracar is een historisch merk van motorfietsen.
Fabrikant: The Neracar Corporation, Syracuse, New York, later Sheffield Simplex Ltd., Sheffield en Kingston-on-Thames (1921-1924).
De Neracar was van oorsprong een Amerikaans merk. Al in 1917 construeerde Carl A. Neracher machines die wat van een tweewielige auto weg hadden. 
Bij de benaming van de machine maakte Neracher een woordspeling op zijn eigen naam door het merk Ner-A-Car te noemen. Het Engelse "near a car" kan ongeveer worden vertaald door "lijkend op een auto". De productie begon in 1921. 
Aanvankelijk hadden de machines een 211 cc tweetaktmotor met rolaandrijving op het achterwiel. Heel bijzonder was de naafbesturing.
Al meteen werd de licentie in Engeland verkocht aan de Kingston-on-Thames Works, een onderdeel van de Sheffield-Simplex autofabriek. Hier werd al snel een 285 cc Simplex-motor ingebouwd. De machine, waarvan het voorspatbord tot aan het achterwiel leek door te lopen, kreeg in Nederland de bijnaam "het gemotoriseerde spatbord". 
In 1924, toen de Amerikaanse productie al gestaakt werd, werd de Simplex-motor vervangen door een 347 cc Blackburne-zijklepmotor. Nu werd er ook kettingaandrijving toegepast. In 1926 kwam ook de Britse Ner-A-Car in de problemen door een wetswijziging die een rem in het voorwiel voorschreef. Ner-A-Car wist dit niet te combineren met de naafbesturing en de productie werd gestaakt.